# Acronicta concerpta
Acronicta concerpta là một loài bướm đêm trong họ Noctuidae.